# Søren Kierkegaard
Søren Aabye Kierkegaard ( [sœːɐn ˈkʰiɐ̯kəˌɡ̊ɒˀ]IPA, čemuž se snad nejvíce blíží české [kirgegór] nebo [kergegór]), (5. května 1813 – 11. listopadu 1855) byl dánský filozof, teolog a psycholog. Kierkegaard silně kritizoval jak hegelianismus typický pro jeho dobu, tak to, co považoval za prázdné formality Dánské národní církve. Mnohé z jeho filosofických prací se zabývají tím, jak člověk žije, se zaměřením na prioritu konkrétní lidské reality spíše než na abstraktní myšlení, a s důrazem na význam osobního rozhodnutí a odhodlání. Jeho teologické práce se pak zaměřují na křesťanskou etiku a instituci církve a jeho psychologické práce zkoumají emoce a pocity jednotlivců, kteří čelí životním volbám.
Kierkegaardovo rané dílo je psáno z pohledu rozličných pseudonymních postav, které v publikacích vyjadřují své vlastní rozdílné názory a vzájemně na sebe působí ve spletitém dialogu, což je součástí jeho filosofické metody, která byla inspirována Sokratem a sokratovským dialogem. Søren Kierkegaard využívá pseudonymy, aby důkladně prozkoumal konkrétní stanoviska, což může v některých případech trvat až několik knih, a on sám, nebo jiný pseudonym, v knihách těmto stanoviskům oponuje. Proto je odhalení smyslu jeho díla ponecháno na čtenáři, neboť „úkol musí být obtížný, neboť jen obtížné inspiruje ušlechtilé srdce“.
V průběhu času vykládali různí učenci Kierkegaarda rozdílně, mimo jiné jako existencialistu, předchůdce dialektické teologie, postmodernistu, humanistu a individualistu. Søren Kierkegaard má velký vliv na současné myšlení, a to i za hranicemi filosofie, psychologie, literatury a teologie.

## Život

### Mládí (1813–1836)
Søren Kierkegaard se narodil do bohaté rodiny v Kodani, hlavním městě Dánska. Jeho matka, Ane Sørensdatter Lund Kierkegaard, sloužila před tím, než si vzala jeho otce Michaela Pedersena Kierkegaarda, jako služka v domácnosti. Byla to nenápadná osoba: tichá, prostá a bez zvláštního vzdělaní. Kierkegaardovy knihy na ni přímo neodkazují, ačkoli ovlivnila jeho pozdější spisy. Jeho otec byl pak melancholický, úzkostlivý, hluboce zbožný (náboženská založenost rodiny měla později velký vliv na Kierkegaardovo myšlení) a sveřepě inteligentní muž.
Na základě životopisné interpretace anekdot v Sørenových nevydaných denících, zejména hrubého návrhu k příběhu s názvem Velké zemětřesení, tvrdili někteří časní kierkegaardovští učenci, že Michael – jeho otec – věřil, že si vysloužil Boží hněv, a že žádné z jeho dětí nemůže tento hněv přežít. Údajně byl přesvědčen, že jeho osobní hříchy, snad nerozvážnosti jako proklínání jména božího v mládí nebo nemanželské oplodnění Ane, nutně vedly k tomuto trestu. Přestože takovýto jeho názor by odpovídal tomu, že pět z jeho sedmi dětí zemřelo dříve než on, jak Søren, tak i jeho bratr Peter Christián Kierkegaard jej přežili. Peter, který byl o sedm let starší než filosof, se později stal biskupem v Aalborgu.
O tomto časném uvědomění si hříchu (a jeho přenesení z otce na syna) říkají raní životopisci, že položil základ pro hodně z Kierkegaardovy práce. Kierkegaard a jeho otec si byli velmi blízcí, i navzdory příležitostné náboženské melancholii toho druhého. Často se říká, že se Søren naučil prozkoumávat oblast své představivosti skrze sérii cvičení a her, které spolu hráli, i když tato konkrétní stránka jejich vztahu je popsána pouze pod pseudonymem, v nepublikovaném rukopise s názvem Johannes Climacus, De Omnibus Dubitandum Est.
Kierkegaard navštěvoval Školu občanské ctnosti, kde studoval kromě jiného i latinu a historii. V roce 1830 pokračoval studiem teologie na universitě v Kodani, ale spíše se tam zaměřoval na filosofii a literaturu. Kierkegaardova matka pak zemřela dne 31. července 1834 ve věku šedesáti šesti let.
Jeden z prvních fyzických popisů Kierkegaarda pochází od Hanse Brøchnera, návštěvníka na svatbě jeho bratra Petra o dva roky později: „Shledal jsem [jeho vzhled] téměř komickým. Byl pak dvacet tři let starý; na celé jeho postavě bylo cosi zcela nepravidelného a měl zvláštní účes. Vlasy vystupovaly téměř 6 palců [15,24 centimetrů] nad jeho čelo v rozcuchaném chocholu, který mu dával divný, zmatený vzhled.“

### Regine Olsen a promoce (1837–1841)
Důležitou stránkou Kierkegaardova života, o které se má obecně za to, že měla velký vliv na jeho práci, bylo jeho zrušené zasnoubení s Regine Olsen (1822–1904). Kierkegaard a Olsen se seznámili dne 8. května 1837 a okamžitě se stali jeden pro druhého přitažlivými. Kierkegaard psal o své lásce k ní i ve svých denících: „Ty, panovník mého srdce, schraňovaná v nejhlubší stálosti mé hrudi, v úplnosti mé myšlenky, tam [...] neznámé božství! Ó, mohu opravdu věřit básníkovým příběhům, že když člověk poprvé spatří objekt své lásky, představuje si, že dotyčnou osobu viděl již kdysi dávno, že všechna láska, stejně jako všechny znalosti, je vzpomínkou, že i láska má svá proroctví v jednotlivci.“ (2. února 1839)

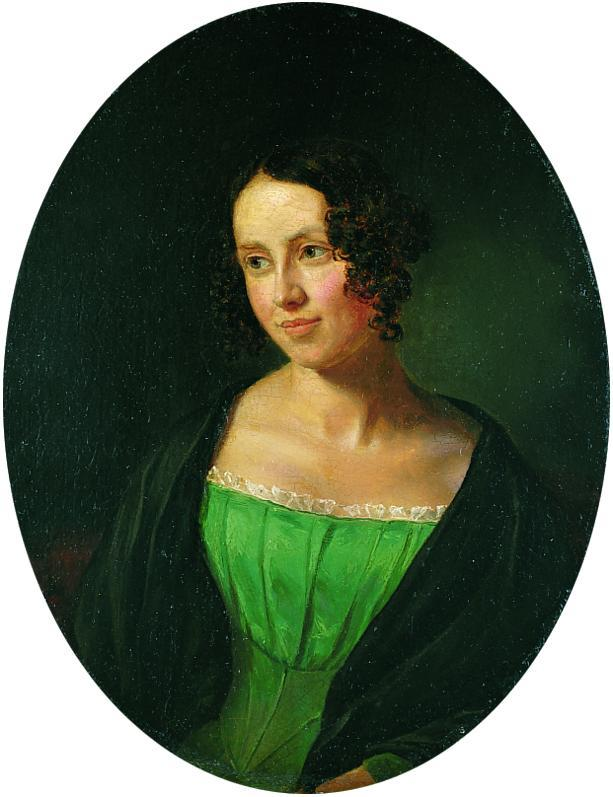
Regine Olsen, múza Kierkegaardových spisů

Kierkegaardův otec zemřel dne 9. srpna 1838 ve věku osmdesáti dvou let. Tvrdí se, že před smrtí vyzval Sørena, aby dokončil své teologické vzdělání. Søren byl hluboce ovlivněn náboženskou zkušeností svého otce a chtěl splnit jeho přání. Dne 11. srpna zapsal do svých deníků:
| „                  | Můj otec zemřel ve středu. Tak moc jsem si přál, aby mohl žít ještě o několik let déle, a na jeho smrt pohlížím jako na poslední oběť, kterou učinil své lásce ke mně, […] zemřel za mě, abych se, pokud je to možné, mohl ještě něčím stát. Ze všeho, co jsem po něm zdědil, vzpomínka na něj, jeho přetvořený obraz […] je mi nejdražší, a já budu dávat pozor, abych zachoval [jeho památku] bezpečně skrytou před světem. | “ |
| — (11. srpna 1838) | |   |

Dne 8. září 1840 Kierkegaard oficiálně požádal Olsen o ruku. Nicméně, filosof brzy usoudil, že jejich manželství by nemělo žádnou perspektivu. Zrušil zasnoubení dne 11. srpna 1841, ačkoli se obecně věří, že byli jeden do druhého hluboce zamilováni. Ve svých denících zmiňuje Kierkegaard své přesvědčení, že jeho „trudnomyslnost“ jej učinila nevhodným pro manželství, ale jeho přesný motiv pro ukončení zasnoubení zůstává nejasný.
Roku 1841 Kierkegaard také napsal a obhájil svou diplomovou práci, Pojem ironie, se stálým zřetelem k Sókratovi, kterou universitní porota shledala pozoruhodnou a dobře promyšlenou, ale příliš neformální a humornou na vážnou akademickou tezi. Promoval dne 20. října 1841 a získal titul „Magister Artium“, který by byl v dnešní době označený jako Ph.Dr. S rodinným dědictvím ve výši přibližně 31 000 dánských rigsdalerů byl Kierkegaard schopen financovat své vzdělání, život, a několik publikací ze svých raných děl.

### První publikace a aféra s časopisem „Korzár“ (1841–1846)
Ačkoli Kierkegaard napsal několik článků o politice, ženách a zábavě v mládí a v době, kdy navštěvoval universitu, mnozí vědci, například Alastair Hannay a Edward Mooney, věří, že jeho prvním pozoruhodným dílem je buď jeho univerzitní teze, Pojem ironie, se stálým zřetelem k Sókratovi, která byla odpresentována v roce 1841, nebo jeho mistrovské dílo a diskutabilně největší práce, Buď – anebo, která byla uveřejněna v roce 1843. Obě díla zacházejí s hlavními postavami v západním stylu myšlení (Sókratés hrál velkou roli v prvním a nepříměji Hegel a Friedrich von Schlegel ve druhém), a jsou dobrou ukázkou Kierkegaardova unikátního stylu psaní. Větší část práce Buď – anebo byla napsána během Kierkegaardova pobytu v Berlíně a dokončena na podzim roku 1842.

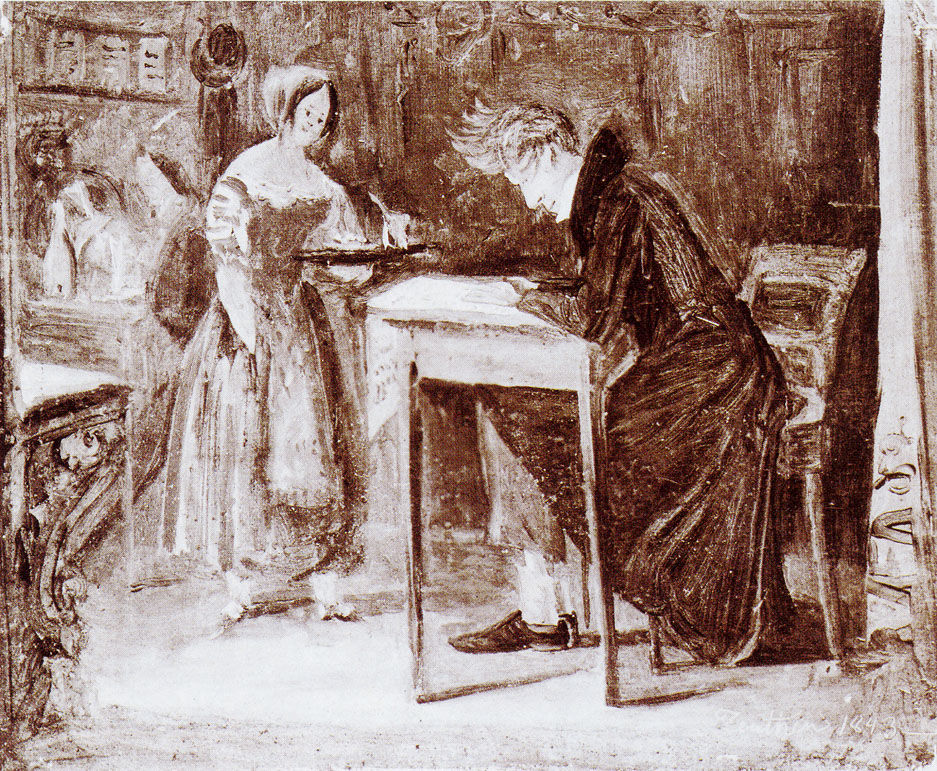
Christian Olavius, Kierkegaard v kavárně, olejová skica z roku 1843

Stejného roku, jako byla práce „Buď – anebo“ vydána, Kierkegaard zjistil, že Regine Olsen se zasnoubila s Johanem Frederikem Schlegelem (1817–1896), státním úředníkem. Tato skutečnost hluboce ovlivnila jak jeho, tak jeho pozdější spisy. V jeho práci Bázeň a chvění, pojednání o povaze víry, uveřejněné pozdě roku 1843, lze jeden oddíl vyložit jako vyjadřující, že „Kierkegaard věří, že, skrze Boží jednání, by se k němu Regine mohla vrátit.“ Práce Opakování, zveřejněná přesně stejný den jako Bázeň a chvění, se zabývá láskou, náboženskou zkušeností a jazykem, vyjadřujíc se v sérii příběhů o mladém gentlemanovi opouštějícím svou milou. Několik dalších prací z tohoto období vytváří podobné podtexty ke vztahu mezi Kierkegaardem a Olsen.
Další významná díla z tohoto období zahrnují kritické práce na Georga Wilhelma Friedricha Hegela a tvoří základ pro existenciální psychologii. Filosofické drobky aneb Drobátko filosofie, Pojetí úzkosti, a Stadia na cestě životem obsahují postřehy ohledně existenciálních voleb a jejich důsledků, a ohledně toho, co může náboženský život znamenat pro moderního člověka. Snad nejudatnějším útokem na hegelianismus je Konečný nevědecký dodatek k Filosofickým drobkům, která pojednává o důležitosti jednotlivce, subjektivitě jako pravdě a vrací úder hegelianskému tvrzení, že „Rozumné je Skutečné a Skutečné je Rozumné“.

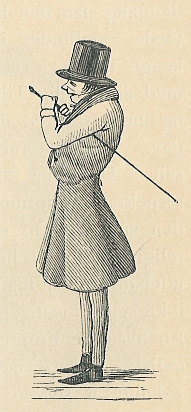
Karikatura Kierkegaarda uveřejněná v satirickém časopisu Korzár

Většina prací z tohoto období je filosofické a psychologické povahy, psaná pod pseudonymem a nepřímo a tedy zastupující různé názory a způsoby života. Nicméně, vedle každé pseudonymní práce, Kierkegaard otiskl dvě nebo tři teologické rozpravy, které napsal pod svým vlastním jménem. Tyto rozpravy se obrací na jiný typ čtenáře a v náboženském kontextu předkládají mnoho stejných existenciálních témat, o jakých Kierkegaard pojednává pod pseudonymy.
Dne 22. prosince 1845 publikoval Ludvig Peder Møller, mladý autor Kierkegaardovy generace, který studoval na Kodaňské universitě ve stejnou dobu jako on, článek nepřímo kritizující Stadia na cestě životem. Tento článek činil Kierkegaardovi poklonu pro jeho ostrovtip a intelekt, ale zpochybňoval, že by byl kdy schopen ovládnout svůj talent a sestavit souvislou, úplnou práci. Møller byl také přispěvatelem a redaktorem Korzára, dánského satirického plátku, který zesměšňoval všechny osoby významného postavení. Kierkegaard uveřejnil sarkastickou odpověď, obviňující Møllerův článek z toho, že jde jen o pokus zapůsobit na Kodaňskou literární elitu. Jeho článek mu vysloužil zlobu plátku a jeho druhého redaktora, taktéž intelektuála Kierkegaardova věku, Meïra Arona Goldschmidta.
V odpověď na Møllera napsal Kierkegaard dvě malá literární dílka, Činnost cestujícího estéta a Dialektický výsledek literární policejní akce.  První se zaměřovala na hanění Møllerovy cti, zatímco druhá byla cíleným útokem na Korzára, ve které Kierkegaard, poté co zkritizoval novinářskou kvalitu a pověst plátku, otevřeně Korzára vyzval, aby ho zesměšnil. Během příštích několika měsíců vzal Korzár Kierkegaardovu výzvu k zesměšnění za slovo a rozpoutal sérii útoků, které se vysmívaly Kierkegaardovu vzhledu, hlasu a zvykům. Po celé měsíce pak Kierkegaard viděl sám sebe jako oběť zesměšňování v ulicích Kodaně, což mohlo být poměrně pravdivé. V deníku z 9. března 1846 zhotovil dlouhé, podrobné vysvětlení svého útoku na Møllera a Korzára, a také objasnil, že jej tento útok přiměl přehodnotit svou strategii nepřímé komunikace. Kromě toho v něm Kierkegaard zmiňuje, že se cítí spokojený se svou dosavadní prací, a zamýšlí zaměřit se na to, aby se stal knězem.

### Další publikace (1846–1853)
Nicméně, Kierkegaard začal psát znovu, a v čem se jeho první publikace zaměřovaly na Hegela, zde se zaměřily na pokrytectví křesťanstva. „Křesťanstvem“ nemyslel Kierkegaard ani tak křesťanství samotné, jako spíše církev a náboženskou praxi uplatňovanou v tehdejší společnosti. Po záležitosti s Korzárem se Kierkegaard začal zajímat o „veřejnost“ a vzájemné ovlivňování jí a jednotlivce. Jeho první práce v tomto životním období byla Dva věky: Literarární posudek, která byla kritikou románu Dva věky (v některých překladech Dvě generace) napsaného Thomasinem Christinem Gyllembourg-Ehrensvärdem.
Poté, co dokončil svou kritiku příběhu, Kierkegaard učinil několik jasnozřivých připomínek k povaze tohoto věku a jeho chladném postoji k životu. Jedna z věcí, které kritizuje na modernosti, je její netečný pohled na svět. Kierkegaard napsal, že „současnost je v podstatě rozumový věk, prostý vášně [...] Dnešek směřuje k matematické rovnosti, takže ve všech společenských třídách se vytváří uniformní jedinec“. V tom Kierkegaard napadá shodnost a asimilaci jednotlivců do netečné veřejnosti, „davu“. Ačkoli Kierkegaard útočí na veřejnost, podporuje komunity, v nichž si jednotlivci udržují svou rozmanitost a jedinečnost.

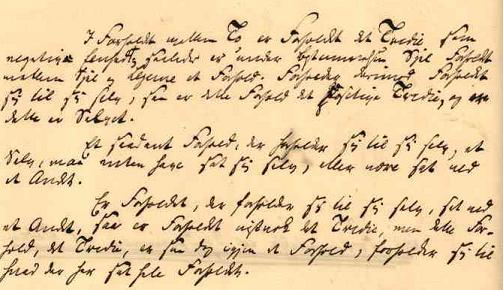
Kierkegaardův rukopis z Nemoci k smrti

Jiné práce se i nadále zaměřují na povrchnost „davu“, pokoušejícího se omezit a potlačit unikátního jedince. Kniha o Adlerovi je Kierkegaardovo dílo o tvrzení pastora Adolfa Petera Adlera, že měl rouhačské zjevení a v důsledku zakusil ignoraci a vyhoštění z duchovenstva. Podle životopisce Waltera Lowrie zažil Kierkegaard podobné sociální vyloučení, které jej vlastně přivedlo blíže k otci.
Jako součást své analýzy „davu“ obvinil Kierkegaard křesťanskou církev z úpadku a rozkladu, a to zejména Dánskou národní církev, ke které se povinně hlásila drtivá většina občanů Dánska. Kierkegaard věřil, že křesťanstvo „pozbylo své cesty“ pro křesťanskou víru. Byl toho názoru, že křesťanstvo v tomto období ignorovalo, pokřivovalo, nebo věnovalo pouhou „letmou pozornost“ původní křesťanské nauce. Kierkegaard cítil, že jeho povinností v této době bylo informovat ostatní o tom, co považoval za povrchnost takzvaného „křesťanského života“. Napsal několik kritických posudků na soudobé křesťanství v dílech, jako jsou Křesťanské řeči, Vzdělavatelné řeči v rozmanitém tónu nebo Skutky lásky.
Nemoc k smrti je jedním z Kierkegaardových nejpopulárnějších děl z tohoto období, a i když někteří současní ateističtí filosofové a psychologové zamítají Kierkegaardovo navrhované řešení vírou v Boha, jeho analýza povahy zoufalství je jedním z nejlepších úsudků na toto téma a byla převzata pozdějšími filosofiemi, jako je Heideggerovo pojetí existenciální viny a Sartrova špatná víra. Kolem roku 1848 odstartoval Kierkegaard literární útok na Dánskou národní církev s knihami jako Nácvik křesťanství, Ke zkoušení sebe samého, a Suďte sami!, které se pokoušely vysvětlit pravou podstatu křesťanství, s Ježíšem jako jeho vzorem.
V roce 1847 se Regine Olsen, Kierkegaardova bývalá snoubenka, a Frederik Schlegel oženili. Poté roku 1849 se ona a Kierkegaard několikrát potkali v Kodaňských ulicích. Filosof napsal jejímu manželovi, žádal o povolení, aby s ní mohl mluvit, ale Schlegel odmítl. Brzy poté pár opustil zemi, jelikož Schlegel byl jmenován generálním guvernérem na Dánských Karibských ostrovech. Než se vrátil, Kierkegaard byl po smrti. Několik let před svou smrtí uvedl Kierkegaard ve své poslední vůli, že má Olsen zdědit jeho majetek, a že všechna jeho spisovatelská činnost byla věnována jí. Regine Schlegel žila až do roku 1904 a byla pohřbena blízko Kierkegaarda na Assistenském hřbitově v Kodani.

### Útok na církev (1854–1855)

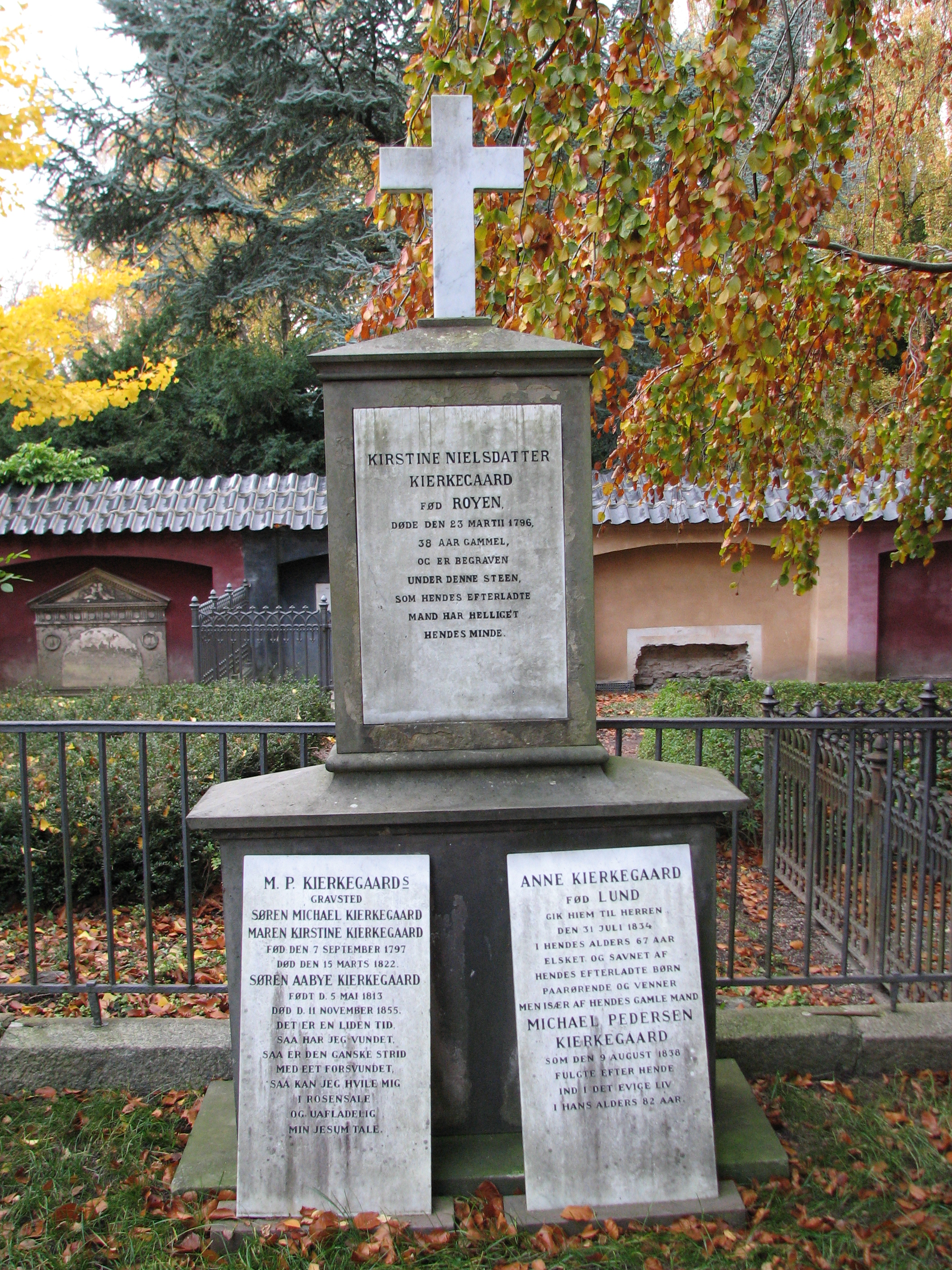
Hrob Sørena Kierkegaarda na hřbitově Assistens Kirkegård

Poslední léta Kierkegaardova života byla charakteristická trvalým, přímým útokem na Dánskou národní církev, uskutečněným prostřednictvím novinových článků, publikovaných v plátku Domovina (dánsky Fædrelandet) a řady brožur, které si filosof sám vydával, zvaných Okamžik (dánsky „Øjeblikket“). Kierkegaard se odhodlal k akci poté, co profesor Hans Lassen Martensen přednesl projev v kostele, při kterém řekl o svém nedávno zesnulého předchůdci biskupu Jakoba S. Mynster, že byl „svědek pravdy, jeden z hodnověrných svědků pravdy.“
Kierkegaard měl Mynstera rád, ale došel k názoru, že jeho pojetí křesťanství bylo jen v zájmu člověka, a postrádalo skutečnou nezištnost. Kierkegaard věřil, že Mynsterův život nebyl v žádném případě srovnatelný se životem skutečného „svědka pravdy“. Před tím, než mohla být desátá kapitola jeho práce „Okamžik“ vydána, zhroutil se náhle Kierkegaard na ulici a posléze byl převezen do nemocnice. Tam zůstal déle než měsíc a odmítl přijmout svátost eucharistie od pastora. Kierkegaard pohlížel na pastora jako na pouhého politického úředníka s místečkem ve společnosti, který zjevně nebyl božím zástupcem. Emilu Boesenovi, příteli od dětství, který si uchovával záznamy svých rozhovorů s ním, řekl, že jeho život byl naplněn nesmírným utrpením, které mohlo ostatním připadat nicotné, ale on to tak pociťoval.
Kierkegaard zemřel ve Frederikově nemocnici poté, co tam proležel více než měsíc, možná kvůli potížím, které měl po pádu ze stromu v mládí. Byl pohřben v Assistens Kirkegård v Nørrebroské části Kodaně. Kierkegaardův synovec Henrik Lund způsobil na jeho pohřbu výtržnost, když protestoval proti tomu, aby byl Kierkegaard pohřben úřední církví. Lund Kierkegaard tvrdil, že by jeho strýc něco takového nikdy neschválil, kdyby byl naživu, jelikož církev odsuzoval a nehlásil se k ní. Lund byl později pokutován za veřejné narušení pohřbu.

## Filosofie
Kierkegaard byl označován za filosofa, teologa, otce existencialismu, a to jak ateistické, tak křesťanské varianty, literárního kritika, sociálního teoretika, humoristu, psychologa, a básníka. Jeho dvě populární myšlenky jsou „subjektivita“, a pojem obecně známý jako „skok víry“.
Skok víry je Kierkegaardovo pojetí toho jak má jednotlivec věřit v Boha a jednat v lásce. Víra není rozhodnutí na základě důkazů pro to, že, řekněme, určité přesvědčení o Bohu je pravdivé, nebo že určitá osoba je hodna lásky. Žádný takový důkaz by nikdy nemohl být dostatečný k věcnému opodstatnění úplného závazku učiněného ve skutečné náboženské víře či romantické lásce. Víra znamená učinění tohoto závazku tak jako tak – i bez důkazů. Kierkegaard byl přesvědčen, že mít víru znamená zároveň mít pochybnosti. Například, aby někdo opravdu věřil v Boha, musel by také pochybovat o své víře ohledně Boha; pochybnost je racionální součástí myšlení věřící osoby, bez které by víra neměla žádnou skutečnou podstatu. Někdo, kdo si neuvědomuje, že křesťanská nauka je v podstatě sporná a že nemůže existovat žádná objektivní jistota ohledně její pravdivosti, nemá víru, ale je pouze důvěřivý. Například, není potřeba žádná víra k tomu, aby někdo věřil, že tužka nebo židle existuje, když se ji dotýká a dívá se na ní. Stejným způsobem znamená věřit nebo mít víru v Boha totéž, jako vědět, že člověk nemá smyslový ani jakýkoli jiný přístup k Bohu, a přesto v něj věří. Jak Kierkegaard napsal, „pochybnost je poražena vírou, tak jako je to víra, která přivedla pochybnost na svět“.

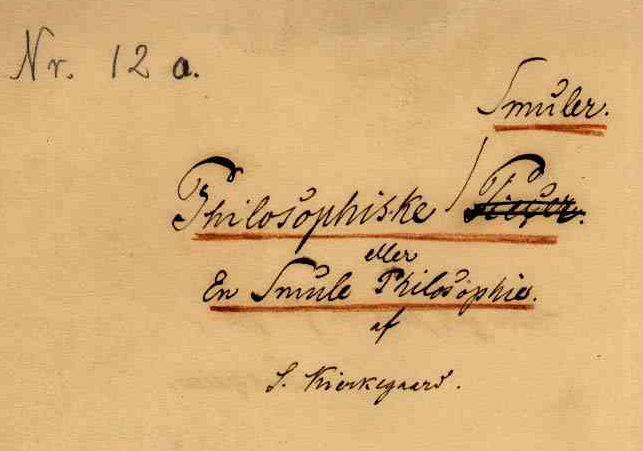
Kierkegaardův rukopis z díla Filosofické drobky aneb Drobátko filosofie.

Kierkegaard rovněž zdůraznil význam já, a vztah já ke světu, jako založený na sebereflexi a zkoumání svého nitra. V díle Konečný nevědecký dodatek k Filosofickým drobkům Kierkegaard argumentuje, že „subjektivita je pravda“ a „pravda je subjektivita“. To má co do činění s rozdílem mezi tím, co je objektivně pravdou, a tím, jaký je subjektivní vztah jednotlivce (jako je lhostejnost nebo závazek) k této pravdě. Lidé, kteří „nějakým způsobem“ věří různým věcem, mohou mít k těmto přesvědčením různé vztahy. Dvě osoby se mohou totožně domnívat, že mnozí lidé v jejich okolí jsou chudí a zaslouží si pomoc, ale tato znalost může vést jen jednoho z nich k tomu, aby se rozhodl těmto chudákům skutečně pomoci.
Nicméně, Kierkegaard se zabývá především subjektivitou s ohledem na náboženské záležitosti. Jak již bylo řečeno, tvrdí, že pochybnost je základním prvkem víry a že je nemožné získat objektivní jistotu o pravdivosti náboženské nauky, jako je existence Boha nebo život Krista. Nejvíc, v co může člověk doufat, je závěr, že je pravděpodobné, že křesťanské nauky jsou pravdivé, ale pokud by člověk měl věřit takovým naukám pouze s tím, že se „zdají pravděpodobné“, nebyl by ani trochu skutečně zbožný. Víra spočívá v subjektivním vztahu absolutní oddanosti těmto naukám.

## Pseudonymní autorství
Polovina Kierkegaardových publikací byla psána pod pseudonymy, které zastupovaly různé způsoby myšlení; to je součástí Kierkegaardovy teorie „nepřímé komunikace“. Několik pasáží v jeho dílech a denících, například Celek mého díla z pohledu autora, uvádí, že Kierkegaard psal tímto způsobem, aby nebyly jeho práce považovány za filosofický systém se systematickou strukturou. V „Celku mého díla“ psal Kierkegaard: „V pseudonymních dílech není jediného slova, které by bylo moje. Nemám na tyto práce žádný názor, s výjimkou názoru třetí osoby, nevím nic o jejich významu, jen to, co o něm mohu vědět jako čtenář, a nemám k nim ani ten nejslabší soukromý vztah.“
Søren Kierkegaard použil nepřímou komunikaci, aby bylo obtížné zjistit, zda skutečně zastával kterékoliv z názorů uvedených v jeho práci. Doufal, že si čtenáři jednoduše přečtou jeho práci a vezmou jí zcela obyčejně, aniž by si jí spojovali s nějakou stránkou jeho života. Kierkegaard také chtěl, aby jeho čtenáři nenakládali s jeho prací jako se systémem s předem určeným smyslem, ale aby sami hledali její smysl.

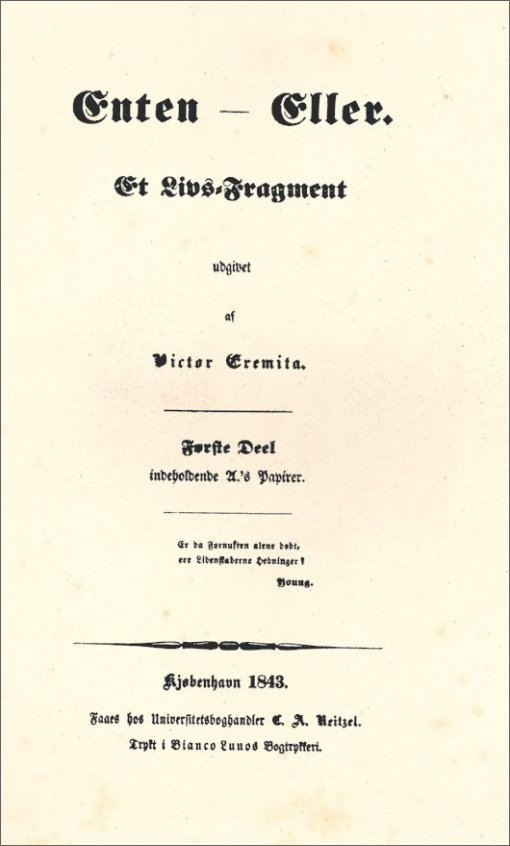
Buď – anebo, jedno z Kierkegaardových děl, které bylo napsáno pod pseudonymy „A“, „B“ a „Soudce William“, a redigováno pod pseudonymem Viktor Eremita.

Raní Kierkegaardovští badatelé, jako například Theodor W. Adorno, nebrali v úvahu Kierkegaardovy záměry a obhajovali názor, že s celým jeho autorstvím je třeba nakládat jako s jeho vlastními osobními a náboženskými názory. Tento pohled vede k mnohým záměnám a rozporům, které způsobují, že se Kierkegaard zdá nesoudružným. Nicméně, mnoho pozdějších učenců, jako jsou poststrukturalisté, dbá na Kierkegaardovy záměry a vykládá jeho díla tak, že připisuje pseudonymní texty jejich příslušným „autorům“.
Kierkegaardovy nejdůležitější pseudonymy, v chronologickém pořadí, jsou:
- Viktor Eremita, redaktor Buď – anebo
- A, autor mnoha článků z Buď – anebo
- Soudce William, postava, která vyvrací důkazy pseudonymu „A“ v Buď – anebo
- Johannes de silentio, autor díla Bázeň a chvění
- Constantin Constantius, autor první poloviny Opakování
- Mladý Muž, autor druhé poloviny Opakování
- Vigilius Haufniensis, autor Pojetí úzkosti
- Nicolaus Notabene, autor díla Předmluvy
- Hilarius Vazač, redaktor díla Stadia na cestě životem
- Johannes Climacus, autor děl Filosofické drobky a Konečný nevědecký dodatek
- Inter et Inter, autor díla Obvyklá i případná krize v životě herečky
- H. H., autor díla Dvě eticko-náboženská pojednáníčka
- Anti-Climacus, autor děl Nemoc k smrti a Nácvik křesťanství

## Deníky
Kierkegaardovy deníky jsou nezbytné k pochopení práce. Je autorem více než 7000 stran deníků, které popisují klíčové události, úvahy, názory na jeho díla a každodenní poznámky. Celá sbírka dánských deníků byla vydána ve třinácti dílech, které sestávaly z dvaceti pěti jednotlivých svazků včetně rejstříku. První anglické vydání deníků bylo sestaveno Alexanderem Dru v roce 1938. Kierkegaardovy deníky odhalují mnoho rozdílných stránek jeho osobnosti i práce a pomáhají objasnit mnoho z jeho myšlenek a názorů. Sloh v jeho denících patří mezi nejelegantnější a nejpoetičtější. Kierkegaard bral své deníky vážně a jednou dokonce napsal, že byly jeho nejdůvěryhodnějším důvěrníkem:
„Nikdy jsem se na nikoho nespoléhal. Jelikož jsem spisovatelem, v jistém smyslu jsem učinil veřejnost svým důvěrníkem. V ohledu ke svému vztah k veřejnosti musím, ještě jednou, podotknout, že tímto mým důvěrníkem jsou budoucí pokolení, nikoliv veřejnost současná. Stejní lidé, kteří jsou zde od toho, aby se člověku vysmívali, dost dobře nemohou být jeho důvěrníky.“ (4. listopadu 1847)

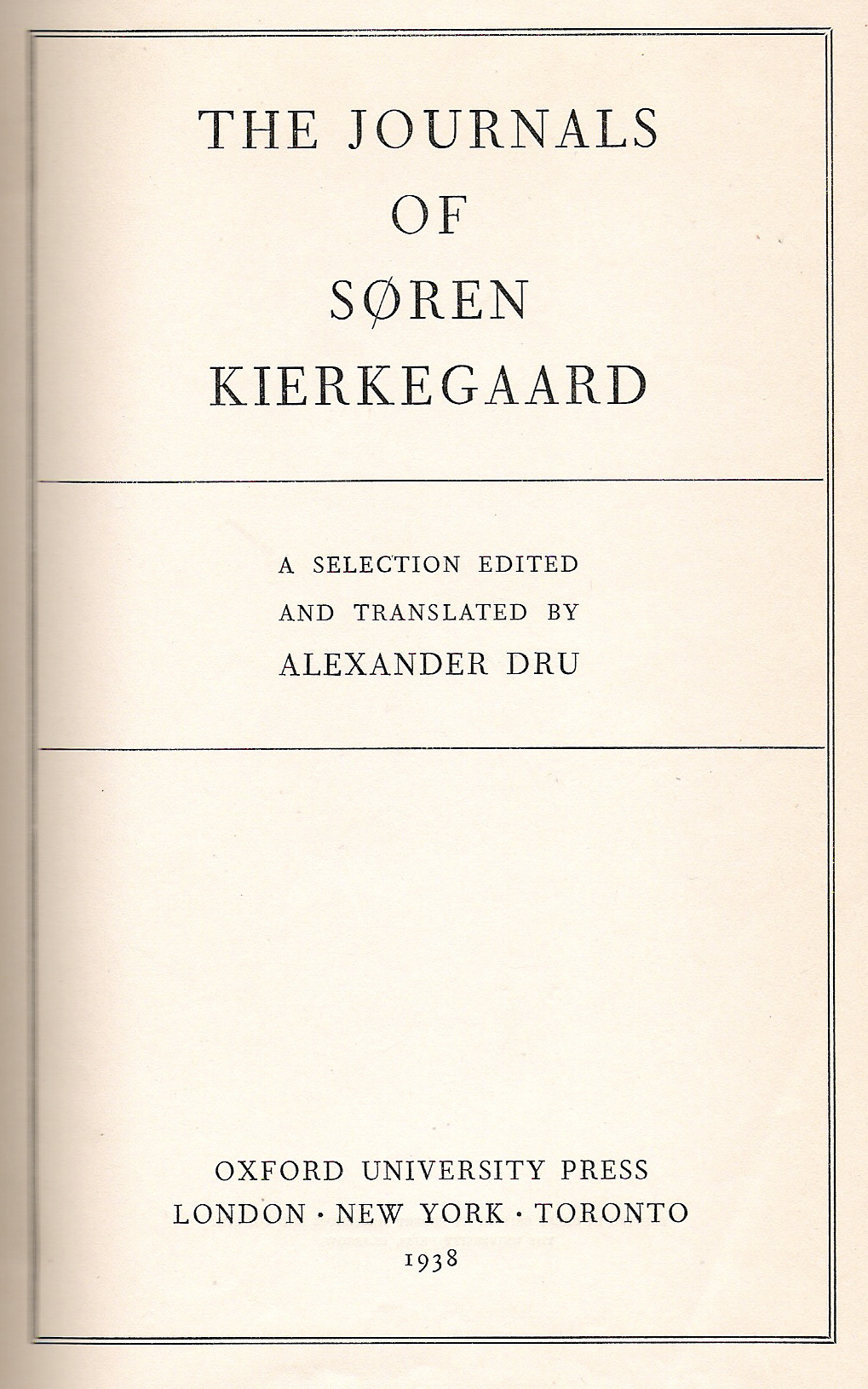
Obálka prvního anglického vydání „Deníků“ od Alexandera Dru, z roku 1938

Deníky jsou také zdrojem mnoha aforismů připsaných Kierkegaardovi. Následující pasáž je snad nejčastěji citovaným z těchto aforismů a je často využívána v existenciálních pracích: „Jde o to najít pravdu, která je pravdivá pro mě, najít ideu, pro kterou mohu žít a zemřít.“ Byla zapsána dne 1. srpna 1835. Ačkoli jeho deníky objasňují některé stránky jeho života a práce, Kierkegaard se postaral o to, aby nevyzradil příliš mnoho. Náhlé změny v uvažování, opakující se text a neobvyklé obraty frází jsou některé z mnoha taktik, které Kierkegaard využívá k tomu, aby čtenáře zmátl. V důsledku toho existuje mnoho rozdílných výkladů jeho deníků. Kierkegaard nicméně nepochyboval o tom, jaký význam budou tyto mít v budoucnosti. V deníkovém zápisu z prosince 1849 napsal: „Kdybych teď zemřel, účinek mého života by byl výjimečný; mnohé z toho, co jsem si jednoduše a nedbale zaznamenal do deníků, by se stalo velmi důležitým a mělo velký vliv; neboť pak by se se mnou lidé usmířili, a bylo by mi mohlo být poskytnuto to, co bylo, a je, mým právem.“

## Kierkegaard a křesťanství
Viz též: Teologie Sørena Kierkegaarda
Jak již bylo uvedeno výše, v posledních letech svého života Kierkegaard vytrvale útočil na oficiální druh křesťanstva, neboli křesťanství jako politického objektu. V 19. století byla většina občanů Dánska nevyhnutelně členy Dánské národní církve. Kierkegaard považoval toto propojení státu a církve za nepřijatelné a překrucující pravý smysl křesťanství.
Ve svých brožurách a útočných publikacích, zahrnujíc „Okamžik“, Kierkegaard kritizoval některé aspekty církevních formalit a politiky. Kierkegaard zastával názor, že myšlenka náboženské obce nutí jednotlivce chovat se jako děti, jelikož křesťané jsou v ní odrazováni od toho, aby iniciativně převzali odpovědnost za vlastní vztah k Bohu. Zdůrazňuje, že „Křesťanství je jednotlivec, zde, samostatný jednotlivec. Když jednotlivci věří v Boha, samostatný život je přirozená a smysluplná existence.“ Kromě toho Kierkegaard věřil, že dokud byla církev kontrolována státem, tento se snažil zvýšit počet členů a dohlížet na jejich blaho. Více členů znamenalo více moci pro kněžstvo, což Kierkegaard považoval za prohnilý ideál. Taková snaha se zdála být v rozporu s pravou křesťanskou naukou, která, jak tvrdí Kierkegaard, zdůrazňuje význam jednotlivce, nikoli celku. Politická struktura státní církve je tudíž hrubá a škodlivá pro jednotlivce, dokud se může kdokoliv stát „křesťanem“, aniž by věděl, co být křesťanem znamená. Je zhoubná i pro náboženství samo, dokud omezuje křesťanství na pouhou módní tradici dodržovanou nevěřícími „věřícími“, na jakousi „stádovou mentalitu“ skupiny. Do deníků Kierkegaard zapsal:

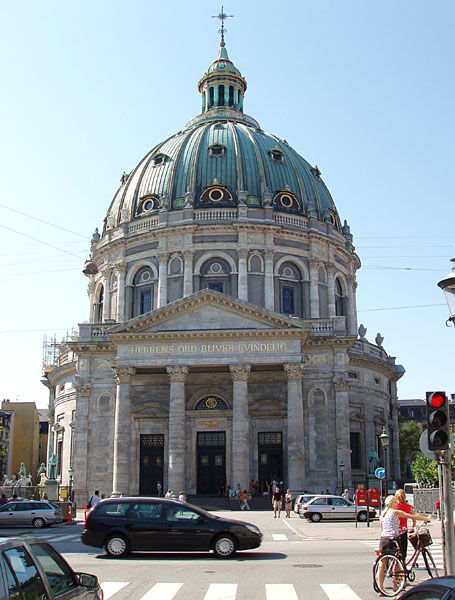
V posledních letech svého života Kierkegaard útočil svou spisovatelskou činností na křesťanské instituce. Cítil, že ustanovená státní církev byla ke škodě jednotlivce.

„Pokud je církev ‚svobodná‘ od státu, všechno je v pořádku. Taková situace mi skvěle vyhovuje. Pokud má ale církev být emancipovaná, pak se musím zeptat: Prostřednictvím čeho, jakým způsobem? Náboženské hnutí musí být udržováno nábožensky — jinak je falešné! Emancipace musí tudíž přijít skrze utrpení — krvavé nebo nekrvavé. Cenou za to je duchovní povznesení. Ale ti, kteří chtějí emancipovat církev světskými a pozemskými prostředky (neboli žádným mučednictvím), vyjadřují pojetí tolerance v naprosté shodě s celosvětovým, kde se tolerance rovná lhostejnosti, a to je to nejhorší přečin proti křesťanství. [...] nauka oficiální církve i její organizace, jsou obě vskutku velmi dobré. Oh, pak jsou tu ale naše životy: věřte mi, že jsou skutečně mizerné.“ (leden 1851)
Zdá se, že útokem na to, co považoval za neschopnost a korupci křesťanských církví, Kierkegaard předstihl filosofy, jako je Nietzsche, kteří pokračovali kritikou samotného křesťanského náboženství.
„Ptám se: co znamená, když se budeme i nadále chovat, jako by všechno bylo, jak má být, nazývajíce sami sebe křesťany v souladu s Novým zákonem, když se ideály Nového zákona vytratily ze života? Nadto si mnozí již povšimli hrůzostrašné nepřiměřenosti, kterou tato situace znamená, ale raději jí překroutili: lidstvo přerostlo křesťanství.“ (19. června 1852)

## Kritika
K některým ze slavných filosofických kritiků Kierkegaarda 20. století patří Theodor W. Adorno a Emmanuel Lévinas. Ateističtí filosofové jako Jean-Paul Sartre a agnostičtí filosofové jako Martin Heidegger zastávali mnohé stránky Kierkegaardových filosofických názorů, ale kritizovali a odmítali některé jeho náboženské názory.

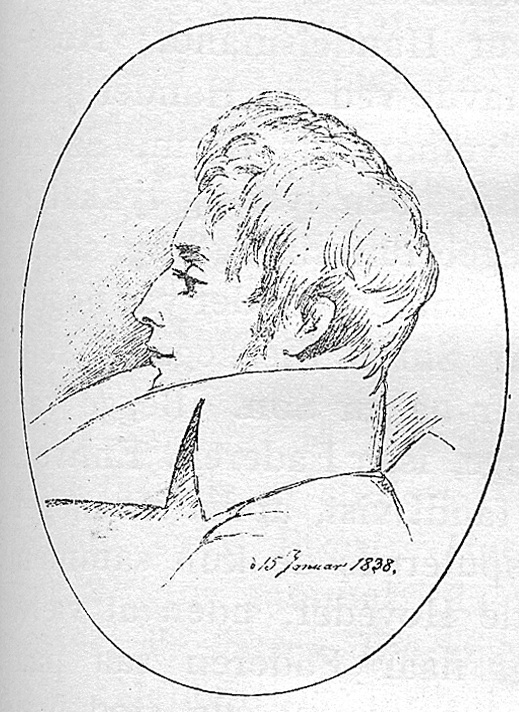
Kresba Sørena Kierkegaarda od Nielse Christiana Kierkegaarda z ledna roku 1838

Adorno přijímal Kierkegaardovu filosofii způsobem, který neodpovídal Kierkegaardovu původnímu záměru. Jeden kritik Adorna psal, že jeho kniha Kierkegaard: Budování estetického je „nejnespolehlivější kniha, jaká kdy byla napsána o Kierkegaardovi“, protože Adorno bere Kierkegaardovy pseudonymy doslova a buduje ucelenou Kierkegaardovskou filosofii, která jej činí zdánlivě nesoudružným a nesrozumitelným. Jiný kritik řekl, že „Adorno je [daleko] od důvěryhodnějších překladů a výkladů sebraných Kierkegaardových spisů, které máme dnes.“
Lévinasův hlavní útok na Kierkegaarda se zaměřuje na jeho pojetí etických a náboženských záležitostí, zejména v díle Bázeň a chvění. Lévinas kritizuje skok víry tím, že přerušením etického stavu a přechodem do stavu náboženského se člověk dopouští jistého druhu násilí.
| „                           | Kierkegaardovské násilí začíná tam, kde je bytost nucena opustit etické stadium s cílem vstoupit do stadia náboženského, oblasti víry. Víra ale nevyhledává zevní ospravedlnění. Dokonce i vnitřně, víra spojuje styk s odloučením, a tudíž i násilí a vášeň. Kvůli tomu jsou etické záležitosti vypovězeny na druhotnou úroveň a nastupuje opomíjení etického základu bytí, které, přes Nietzscheho, vedlo k nemorálnosti současných filosofických směrů. | “ |
| — (Existence a etika, 1963) | |   |

Lévinas poukazuje na židovsko-křesťanskou víru, že to byl Bůh, kdo nejprve přikázal Abrahámovi obětovat Izáka, a anděl, kdo mu přikázal, aby zastavil. Kdyby byl Abrahám skutečně v Kierkegaardovském náboženském stavu, neuposlechl by anděla a pokračoval, a tedy nutně zabil Izáka. „Transcendentní etika“ se jeví jako zadní vrátka promíjející případným vraždám jejich zločinnost, a proto je nepřijatelná. Jedna zajímavá věc vyplývající z Lévinasovy kritiky je, že se zdá, že Lévinas chápe Boha nikoli jako prostředníka absolutní morality, ale jako projev vnitřní etické touhy.

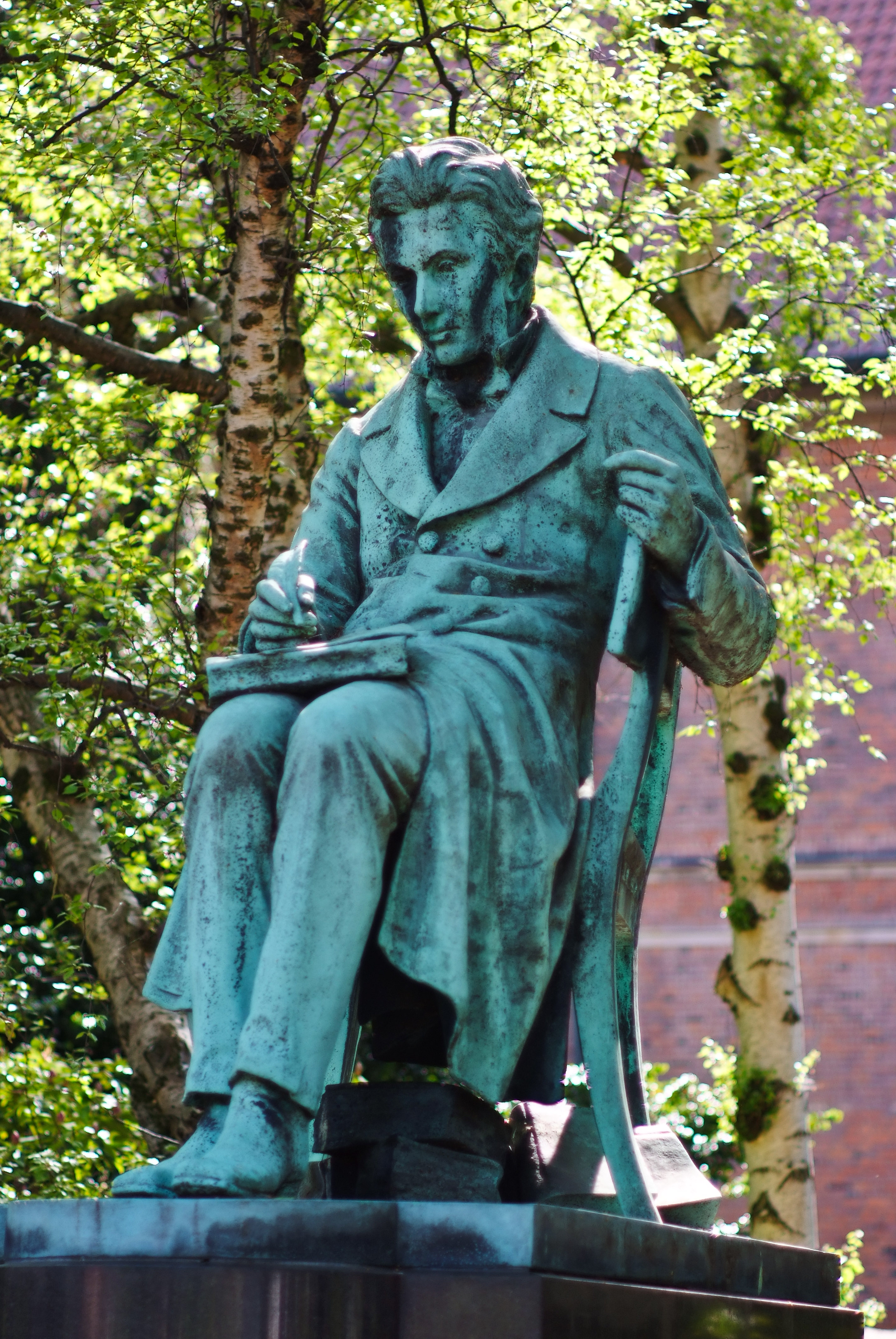
Socha Sørena Kierkegaarda v Kodani

S ohledem na Kierkegaardovy náboženské názory nabízí Sartre tento argument proti existenci Boha: Jestliže existence předchází esenci, z významu termínu „vnímající“ vyplývá, že vnímající bytost nemůže být kompletní ani dokonalá. Sartrova formulace v díle „Bytí a nicota“ je, že Bůh by musel být „pour-soi“ [bytí-pro-sebe; uvědomělost] a zároveň „en-soi“ [bytí-v-sobě; věc]: což je protimluv.

## Vliv a přijetí
Za svého života byl téměř neznáný. Kierkegaardovy práce nebyly široce dostupné ještě několik desetiletí po jeho smrti. Dánská národní církev se v letech bezprostředně poté, co zemřel, stranila jeho práce a trvala na tom, aby ostatní Dánové učinili totéž. Nesrozumitelnost dánštiny z pohledu němčiny, japonštiny, francouzštiny a angličtiny nadto činila Kierkegaarda prakticky nepřístupným pro nedánské čtenáře.
První akademik, který věnoval Kierkegaardovi pozornost, byl jeho krajan, dán Georg Brandes, který publikoval v němčině i v dánštině. Brandes měl první oficiální přednášky o Kierkegaardovi a pomohl jej představit zbytku Evropy. V roce 1877 pak publikoval svou první knihu o Kierkegaardově filosofii a životě. Dramatik Henrik Ibsen se také začal zajímat o Kierkegaarda a představil jeho dílo zbytku Skandinávie. Zatímco nezávislé německé překlady některých Kierkegaardových děl se začaly objevovat v sedmdesátých letech devatenáctho století, akademické německé překlady celých částí jeho práce musely počkat až do doby po roce 1910. V devadesátých letech devatenáctého století pak začali japonští filosofové šířit Kierkegaardovy práce od dánských myslitelů, Brandese a Haralda Høffdinga. Tetsuro Watsuji byl jedním z prvních filosofů, kteří uvedli Kierkegaardovu filosofii roku 1915 širšímu okruhu čtenářů. Kierkegaardova hlavní díla byla přeložena do němčiny Christophem Schrempfem v období po roce 1909 a jeho sebrané spisy byly vydány v tomtéž jazyce Emmanuelem Hirschem až po roce 1950. Poměrně brzké a rozmanité filosofické a teologické přijetí Kierkegaarda v Německu se stalo jedním z rozhodujících faktorů pro rozšíření jeho práce, vlivu a čtenářů po celém světě.

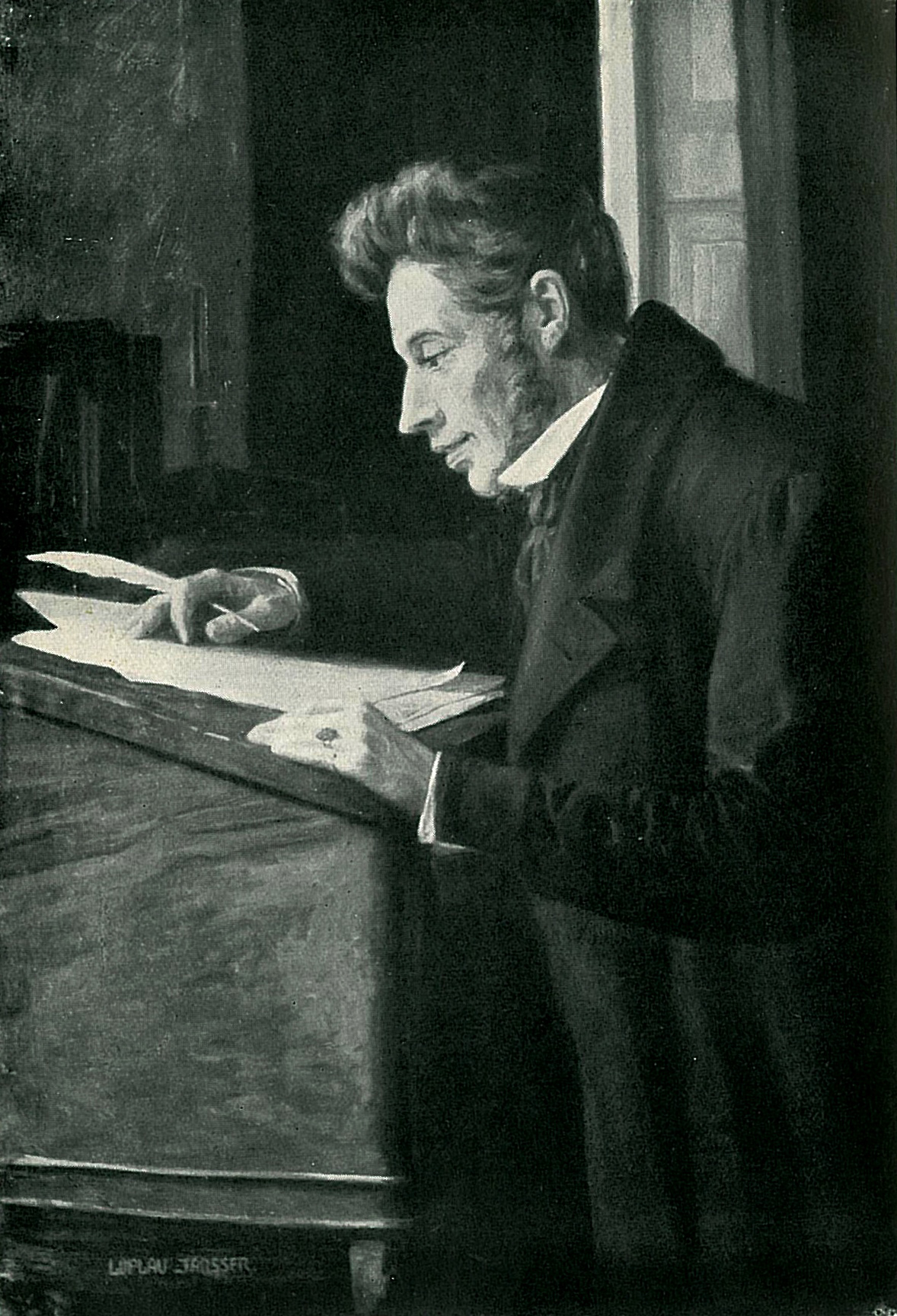
Luplau Janssen, portrét Sørena Kierkegaarda z první poloviny 19. století

Významné pro první fázi Kierkegaardova přijetí v Německu bylo založení časopisu Zwischen den Zeiten (Mezi věky) roku 1922 spolkem různorodých protestantských teologů: Karla Bartha, Emila Brunnera, Rudolfa Bultmanna a Friedricha Gogartena. Jejich myšlenka brzy našla název dialektická teologie. Zhruba ve stejnou dobu byl Kierkegaard odhalen několika zastánci židovsko-křesťanské filosofie dialogu v Německu: Martinem Buberem, Ferdinandem Ebnerem a Franzem Rosenzweigem. Kromě filosofie dialogu nalézá existenciální filosofie svůj původ v Kierkegaardovi a jeho pojetí individuality. Martin Heidegger řídce odkazuje na Kierkegaarda ve svém díle Bytí a čas (1927) a zatemňuje, za kolik mu vděčí. V roce 1935 zdůraznil Karl Jaspers Kierkegaardův (a Nietzscheho) trvající význam pro moderní filosofii.
První akademické anglické překlady Kierkegaarda od Alexandera Dru, Davida F. Swensona, Douglase V. Steere a Waltera Lowrie se objevily ve třicátých letech dvacátého století úsilím Oxford University Press, konkrétně redaktora Charlese Williamse. Druhé a v současné době široce používané akademické anglické překlady byly publikovány Princeton University Press v sedmdesátých, osmdesátých a devadesátých letech dvacátého století pod dohledem Howarda a Edny Hongových. Třetí oficiální překlad, pod záštitou Søren Kierkegaard Research Center (Centrum výzkumu Sørena Kierkegaarda), se rozšíří na 55 svazků a má být dokončen někdy po roce 2009.
Mnoho filosofů (jak teistických, tak ateistických) a teologů 20. století využívá rozličné pojmy z Kierkegaardova díla, včetně představy úzkosti, zoufalství a významu jednotlivce. Sláva Kierkegaarda jako filosofa nesmírně vzrostla během třicátých let dvacátého století, z velké části proto, že vzrůstající existenciální hnutí jej prohlašovalo za svého předchůdce, i když je dnes považován za velmi významného a vlivného myslitele sám o sobě. Jelikož byl Kierkegaard vychováván jako Luterán, je zaznamenán jako učitel v Kalendáři svatých Luteránské církve dne 11. listopadu a v Kalendáři svatých Episkopální církve dne 8. září.
Mezi filosofy a teology, které Kierkegaard ovlivnil, patří Hans Urs von Balthasar, Karl Barth, Simone de Beauvoir, Niels Bohr, Dietrich Bonhoeffer, Emil Brunner, Martin Buber, Rudolf Bultmann, Albert Camus, Martin Heidegger, Abraham Joshua Heschel, Karl Jaspers, Gabriel Marcel, Maurice Merleau-Ponty, Reinhold Niebuhr, Franz Rosenzweig, Jean-Paul Sartre, Joseph Soloveitchik, Paul Tillich a Miguel de Unamuno. Epistemologický anarchismus, myšlenka Paula Feyerabenda, byla inspirována Kierkegaardovým pojetím subjektivity jako pravdy. Ludwig Wittgenstein byl Kierkegaardem nejen značně ovlivněn, ale i „ponížen“; tvrdí, že „Kierkegaard je pro mě každopádně příliš hluboký. Vyvádí mě z míry bez pozitivních účinků, kterých by dosáhl u chytřejších jedinců“. Karl Popper na Kierkegaarda poukazuje jako na „velkého reformátora křesťanské etiky, který odkryl oficiální křesťanskou morálku své doby jako nekřesťanské a nehumánní pokrytectví“.
Současní filosofové, jako Emmanuel Lévinas, Hans-Georg Gadamer, Jacques Derrida, Jürgen Habermas, Alasdair MacIntyre a Richard Rorty, také převzali, i když někdy velmi kriticky, některé Kierkegaardovy postřehy. Hilary Putnam obdivuje Kierkegaarda, „pro jeho důraz na prvenství otázky Jak bych měl žít?“.
Kierkegaard měl rovněž značný vliv na literaturu 20. století. Mezi osobnosti hluboce ovlivněné jeho prací patří W. H. Auden, Jorge Luis Borges, Hermann Hesse, Franz Kafka, David Lodge, Flannery O'Connor, Walker Percy, Rainer Maria Rilke a John Updike.
Poslední obor, ve kterém je Kierkegaard vlivnou osobností, je psychologie; je více méně zakladatelem psychologie křesťanské a existenciální, a též existenciální terapie. Mezi existenciální (často jsou nazýváni „humanističtí“) psychology a terapeuty patří Ludwig Binswanger, Viktor Frankl, Erich Fromm, Carl Rogers a Rollo May. May vybudoval své dílo Smysl úzkosti na základě Kierkegaardova Pojetí úzkosti. Kierkegaardova sociologická práce Dva věky: Věk revoluce a současný věk poskytuje zajímavou kritiku modernosti. Kierkegaard je také považován za důležitého předchůdce postmodernismu. V populární kultuře byl pak předmětem vážných televizních a rozhlasových pořadů; šestidílný dokument Sea of Faith: Television series z roku 1984, uváděný Donem Cupittem, měl program o Kierkegaardovi, zatímco na Zelený čtvrtek roku 2008 byl Kierkegaard předmětem diskuse programu BBC Radio 4 uváděného Melvynem Brahhem, In Our Time.
Kierkegaard předpovídal svou posmrtnou slávu, a předpokládal, že jeho práce se stane předmětem intensivního studia a výzkumu. Ve svých denících psal:
| „                      | Co naše doba potřebuje, není génius – géniů již měla dostatek – ale mučedník, který bude účelu naučit lidi poslušnosti sám poslušný až na smrt. Co náš věk potřebuje, je procitnutí. A proto budou jednoho dne nejen mé spisy, ale i celý můj život, všechna fascinující tajemství té mašinérie, studovány a studovány. Nikdy nezapomenu, jak mi Bůh pomáhá, a proto je mé poslední přání, aby to vše mohlo být jemu na počest. | “ |
| — (20. listopadu 1847) | |   |

## Vybraná bibliografie
Kompletní seznam naleznete v článku Seznam prací Sørena Kierkegaarda
- (1841): Pojem ironie, se stálým zřetelem k Sókratovi (Om Begrebet Ironi med stadigt Hensyn til Socrates)
- (1843): Buď – anebo (Enten-Eller)
- (1843): Bázeň a chvění (Frygt og Bæven)
- (1843): Opakování (Gjentagelsen)
- (1844): Filosofické drobky aneb Drobátko filosofie (Philosophiske Smuler)
- (1844): Pojem úzkosti (Begrebet Angest)
- (1845): Stadia na cestě životem (Stadier paa Livets Vei)
- (1846): Konečný nevědecký dodatek k Filosofickým drobkům (Afsluttende uvidenskabelig Efterskrift)
- (1847): Vzdělavatelné řeči v rozmanitém tónu (Opbyggelige Taler i forskjellig Aand)
- (1847): Skutky lásky (Kjerlighedens Gjerninger)
- (1848): Křesťanské řeči (Christelige Taler)
- (1849): Nemoc k smrti (Sygdommen til Døden)
- (1850): Nácvik křesťanství (Indøvelse i Christendom)